# Robert V de Beu
Pour les articles homonymes, voir Robert V et Robert de Dreux.
Robert V, vicomte de Beu est le fils de Robert IV de Dreux, 4e vicomte de Beu et de Béatrix de Courlandon.
Il est le 5e seigneur du nom de la branche cadette des "seigneurs de Beu" qui s'éteindra à la fin du XVIe siècle (cf. la Liste des vicomtes de Beu)

## Blason
"échiqueté d'or et d'azur à la bordure engrelée de gueules" (cf. Armorial des Capétiens)

## Origine du nom
Beu, le nom ancien de Bû (Eure-et-Loir) semble venir de l'abréviation des désignations latines Beucum ou Beutum sous lesquelles le village est cité au Moyen Âge.

## Sources
- « Petite et grande histoire de Bû (Beu) »